# Jacopo Bassano

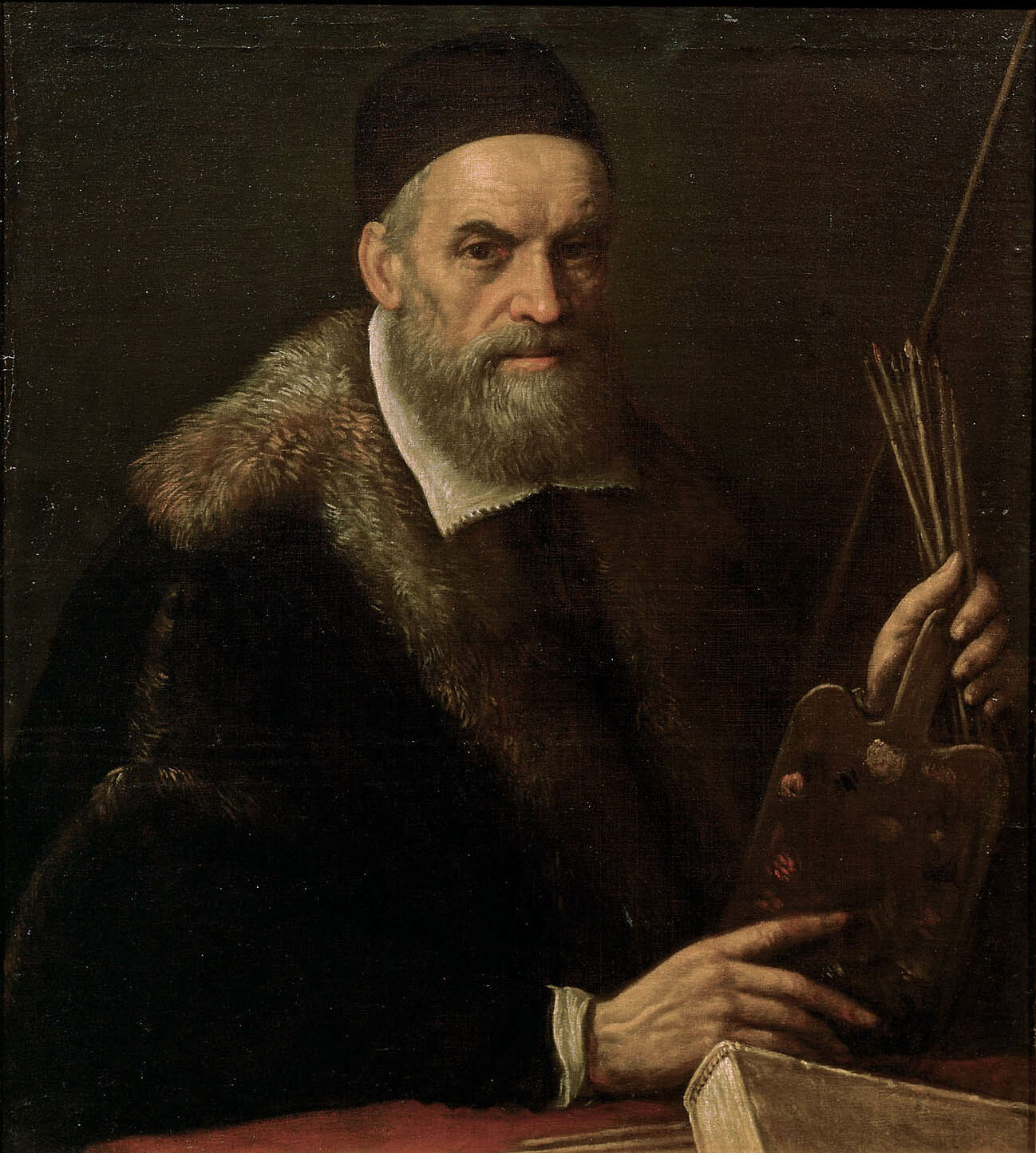
Spätes Selbstporträt, Wien, Kunsthistorisches Museum

Jacopo da Ponte, genannt Bassano (* zwischen 1510 und 1515 in Bassano del Grappa; † 13. Februar 1592 ebenda) war ein italienischer Maler des Manierismus. Er lebte und arbeitete in der Republik Venedig. Aufgrund seines Geburts- und Sterbeorts, der etwa 65 km von Venedig entfernt ist, wurde ihm der Name Jacopo Bassano beigegeben.

## Leben und künstlerische Entwicklung
Bei seinem Vater Francesco da Ponte d. Ä. (1475–1539), einem eher provinziellen Maler in Bassano, begann der Sohn seine Ausbildung, die er ab etwa 1530 in Venedig bei Bonifazio Veronese fortsetzte. Von diesem, weniger von dem in Venedig so wirkungsmächtigen Tizian übernahm Bassano die kräftige Farbigkeit. Sein Werk lässt aber bald auch Einflüsse von Lorenzo Lotto und Pordenone erkennen. Nach dem Tod des Vaters kehrt Jacopo endgültig ins ländliche Bassano zurück, wo er den Rest seines Lebens tätig bleibt.
Dementsprechend reichert er seine Bilder, die überwiegend religiösen Themen gewidmet sind, oft mit realistischen Motiven des bäuerlichen Lebens (Kleidung, Tiere, Gerätschaften) an, sodass man sie als Vorläufer der Pastorale und der ländlichen Genremalerei charakterisiert hat.
In den 1540er Jahren wird der Einfluss der venezianischen und toskanischen Malerei des Manierisms deutlicher, gekennzeichnet durch dramatische Lichteffekte, ornamental verlaufende Konturlinien und bewegte Körperlichkeit. Seit der Jahrhundertmitte malt er neben großen Altären auch kleine Querformate für private Sammler.
Auf dem Höhepunkt seiner Karriere widmete sich Bassano der Darstellung ländlicher Szenen. Die Landschaften in seinen Gemälden erweiterten sich, und sein Stil wurde lockerer und stimmungsvoller. Auf der Grundlage der Theorien der zeitgenössischen venezianischen Agronomie stellen viele Gemälde aus dieser Zeit landwirtschaftliche Szenen dar. Einige thematisieren sogar Fragen der landwirtschaftlichen Misswirtschaft.
In seinen letzten Lebensjahren nahm die Dynamik seiner Farben noch weiter zu, da er sie als wirkungsvolle Lichtflecken aus dunklen Hintergründen hervortreten ließ. In einigen Gemälden taucht er ganz in eine nächtliche Atmosphäre ein, aus der Farbflecken und Lichter leuchten; einige dieser kleinformatigen Nachtlandschaften seines Spätwerks malte er auf dem dunklen, glatten Grund von Schieferplatten. Er war einer der ersten Künstler, der in seinen Zeichnungen gerne farbige Kreide verwendete.
In Bassanos Werkstatt, vor allem seiner späten Schaffenszeit, beteiligten sich auch vier seiner Söhne an der umfangreichen und teils sogar serienmäßigen Bilderproduktion: Francesco, Giovanni Battista (1553–1613), der Porträtmaler Leandro (1557–1622) und Girolamo (1566–1621). Nicht immer ist sicher, wem von ihnen einzelne Werke zuzuschreiben sind. Die Werkstatt wurde bis ins 17. Jahrhundert fortgeführt.
Die Werke der Bassanos finden sich verstreut in den großen Museen der Welt, doch auch in Bassano del Grappa und seinem Museo Civico sind wichtige Bilder verblieben.

Gemäldeauswahl in zeitlicher Folge
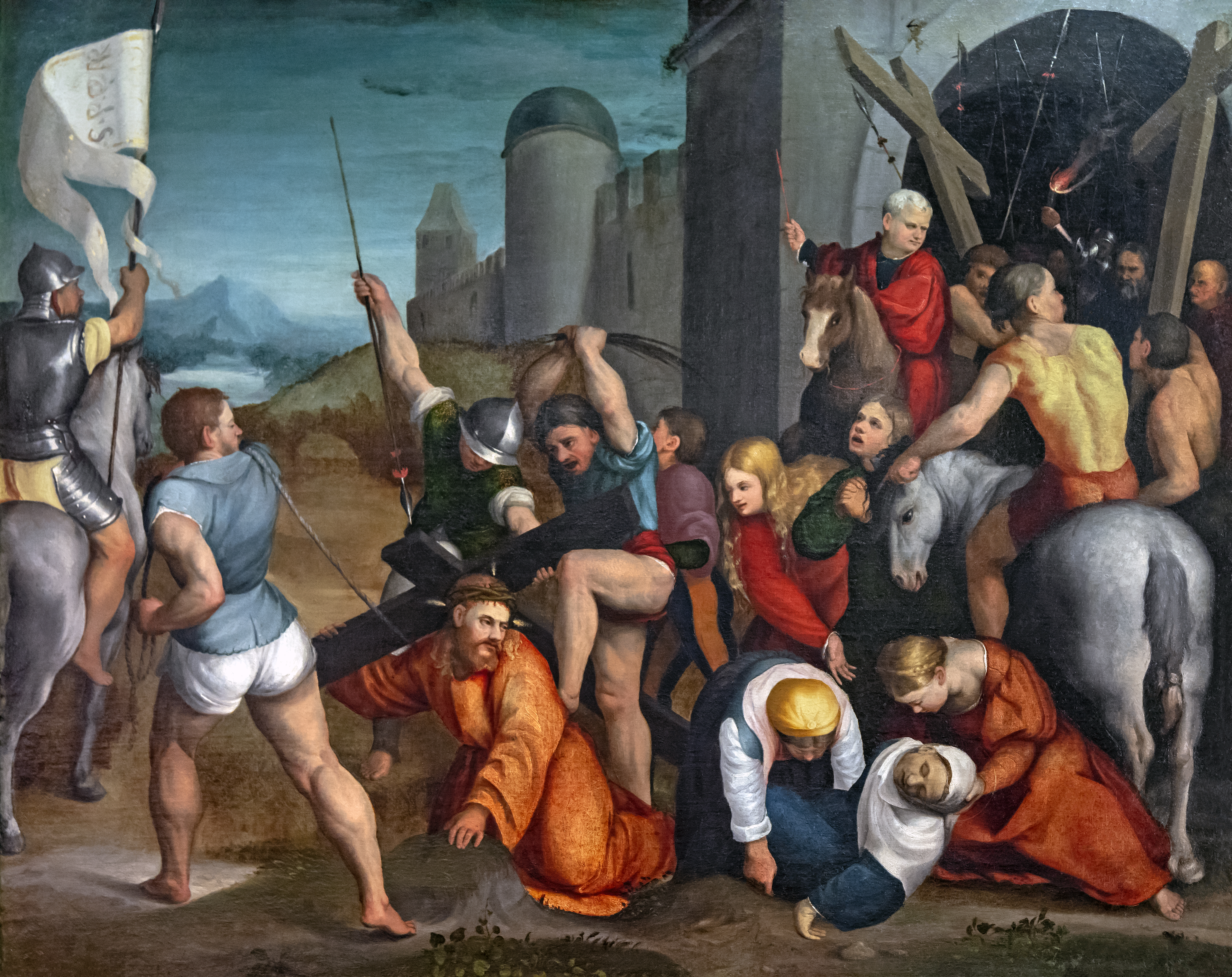
Kreuztragung (1535–1538), Toulouse
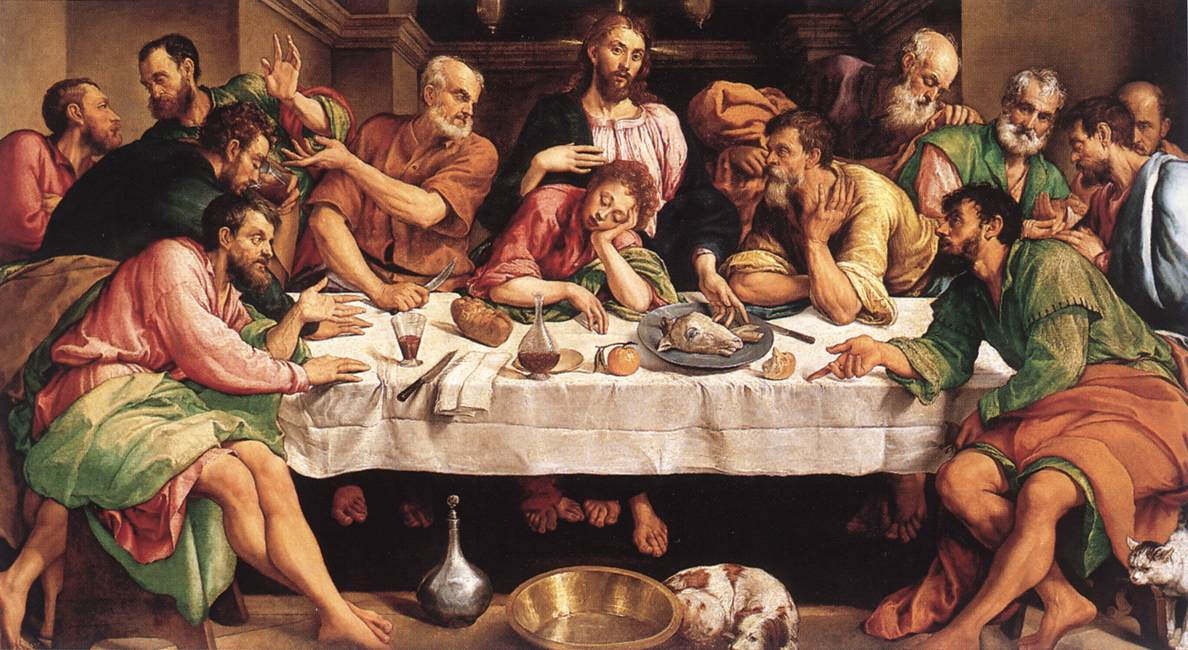
Abendmahl (um 1542), Rom, Galleria Borghese
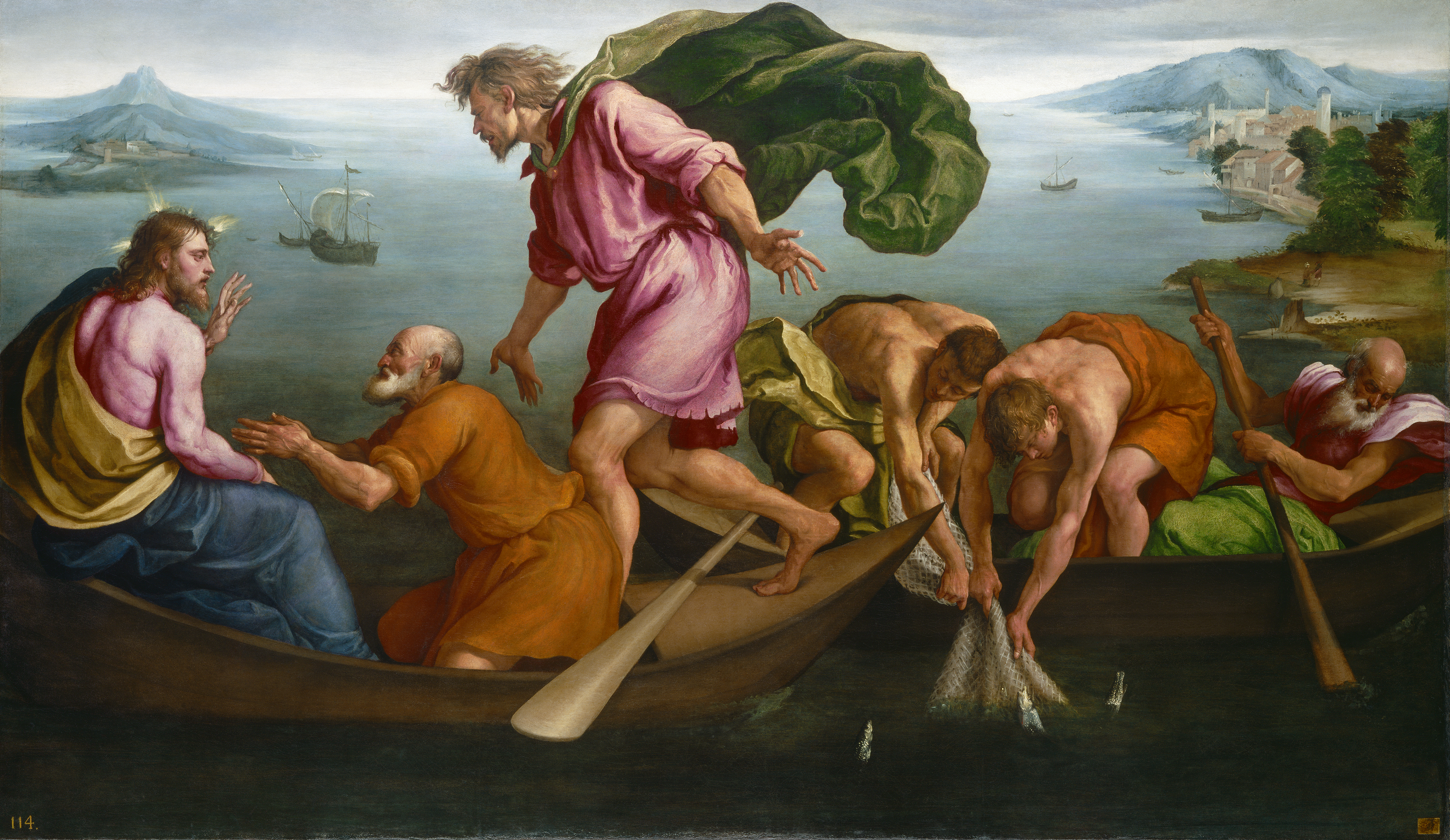
Der wunderbare Fischzug (1545), Washington, National Gallery of Art
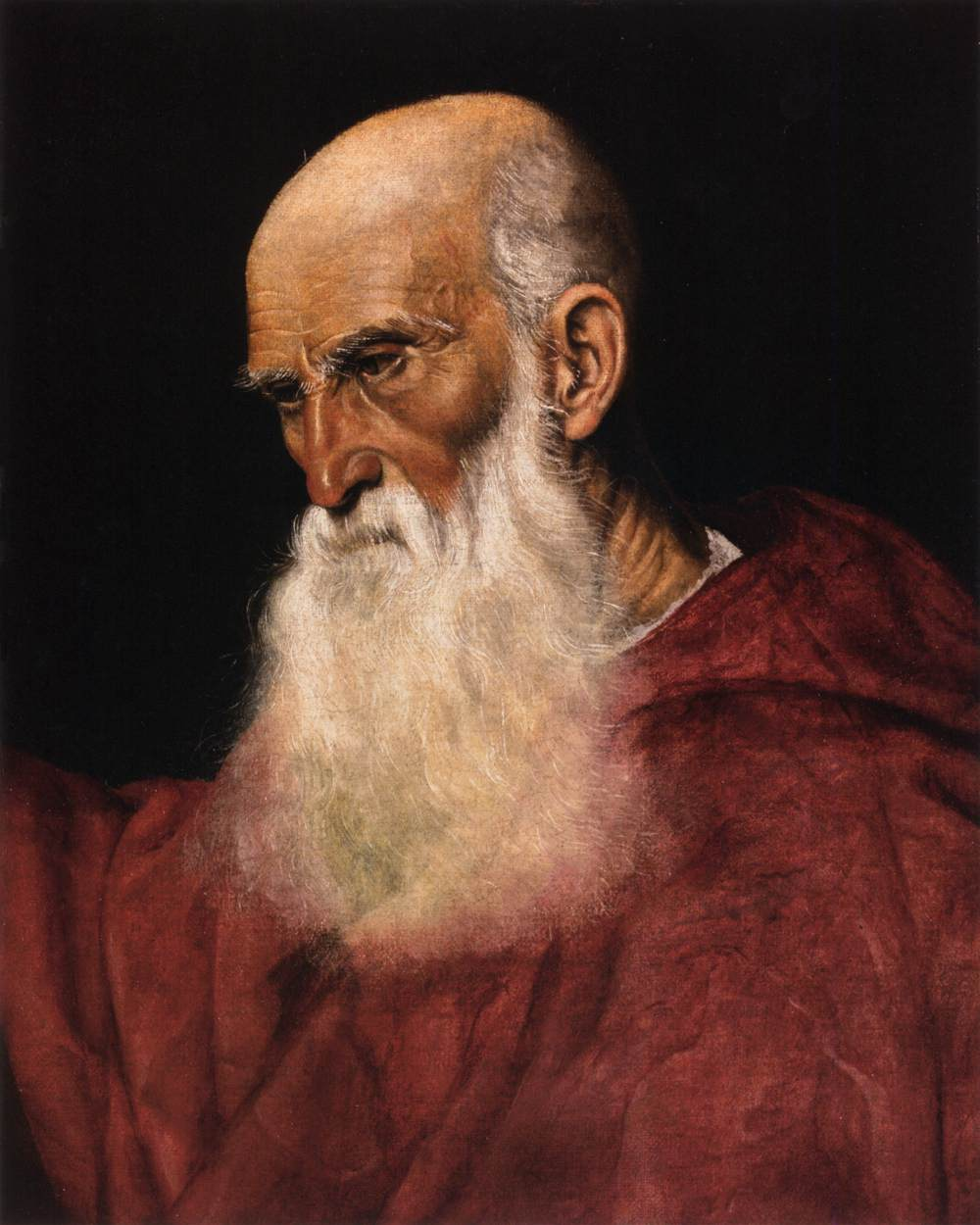
Porträt eines Kardinals (um 1545), Budapest
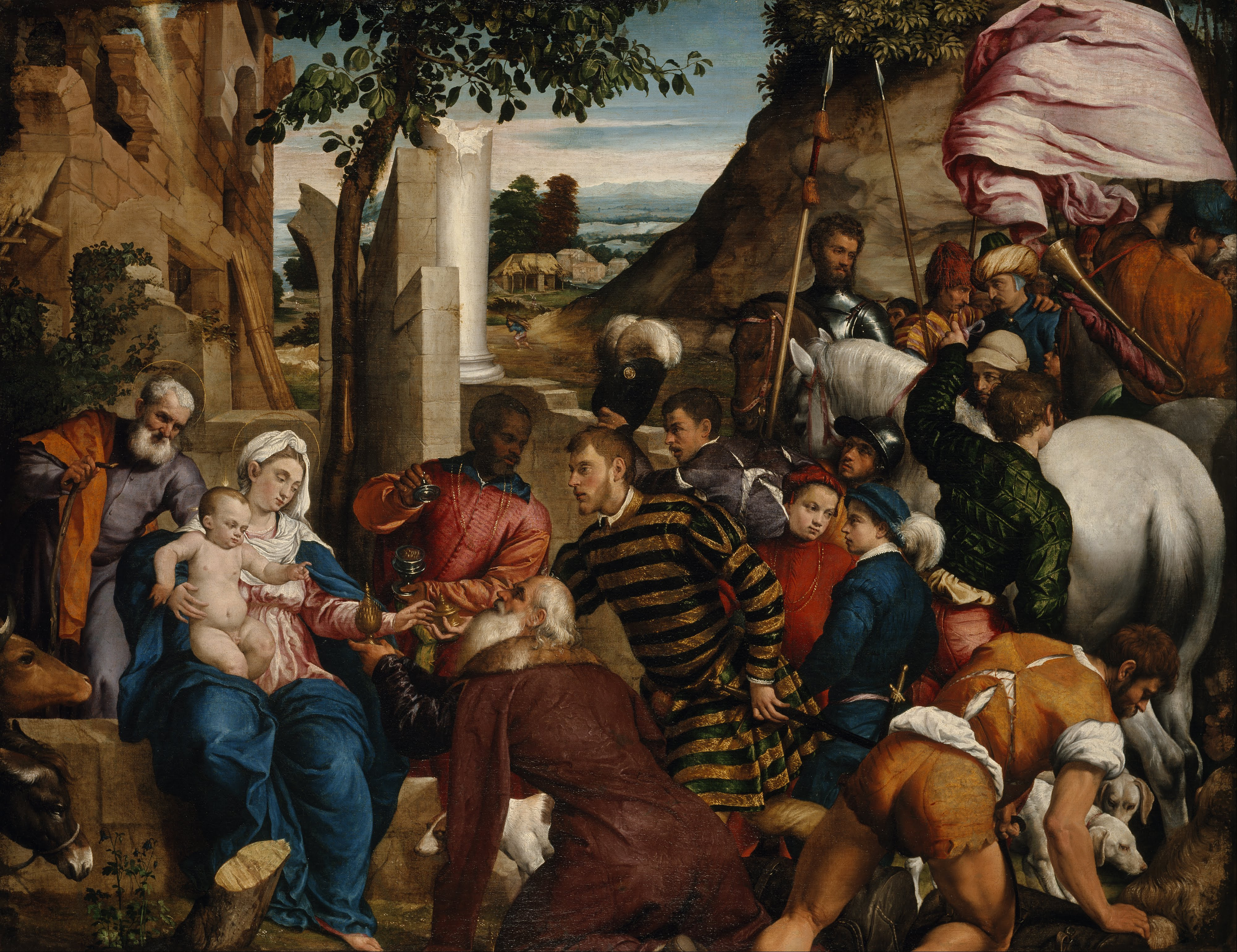
Anbetung der Könige (um 1540–1545), Edinburgh
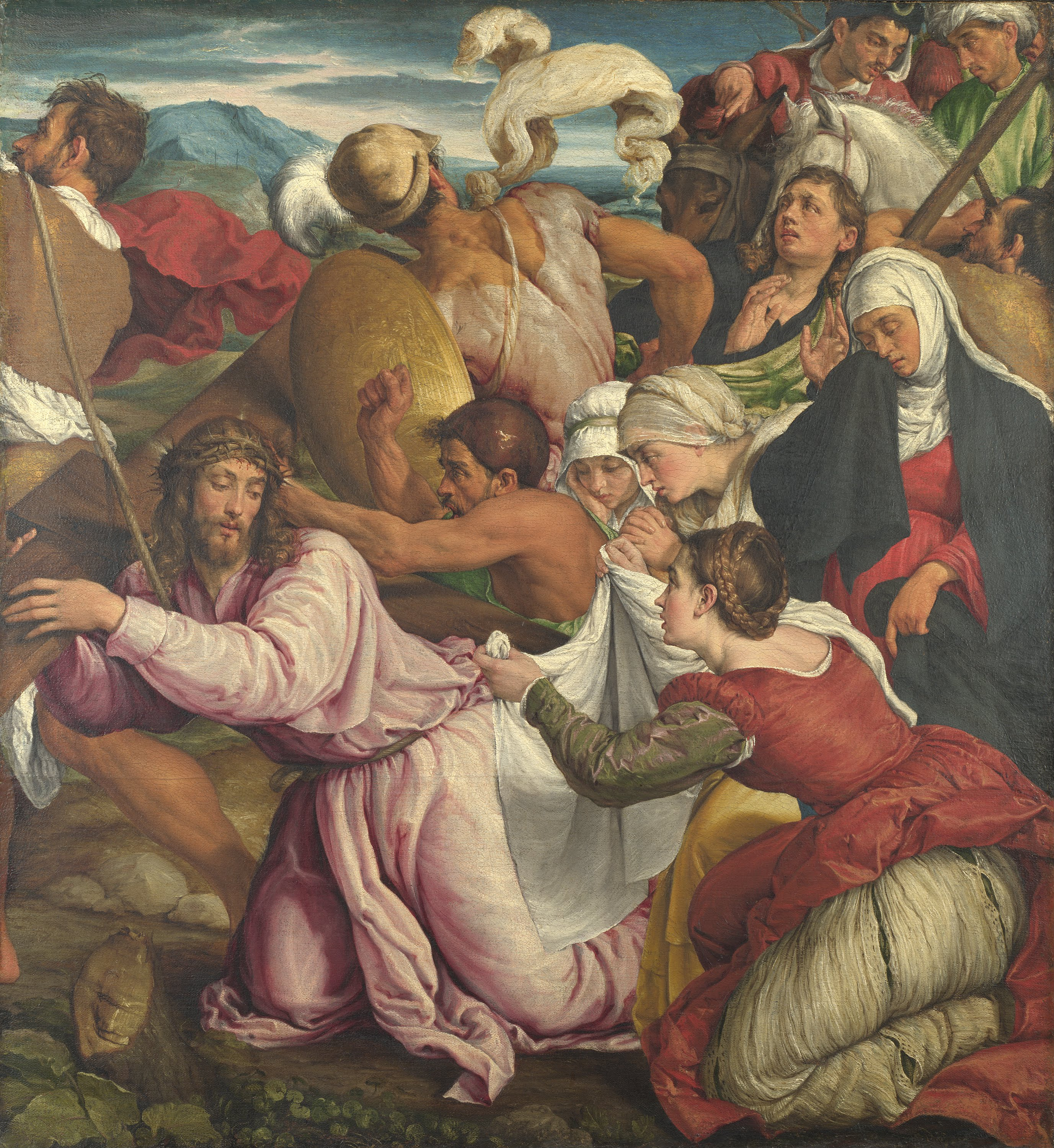
Der Weg nach Golgatha (etwa 1545–1550)
Der Weg nach Golgatha (um 1552), Budapest, Szépművészeti Múzeum
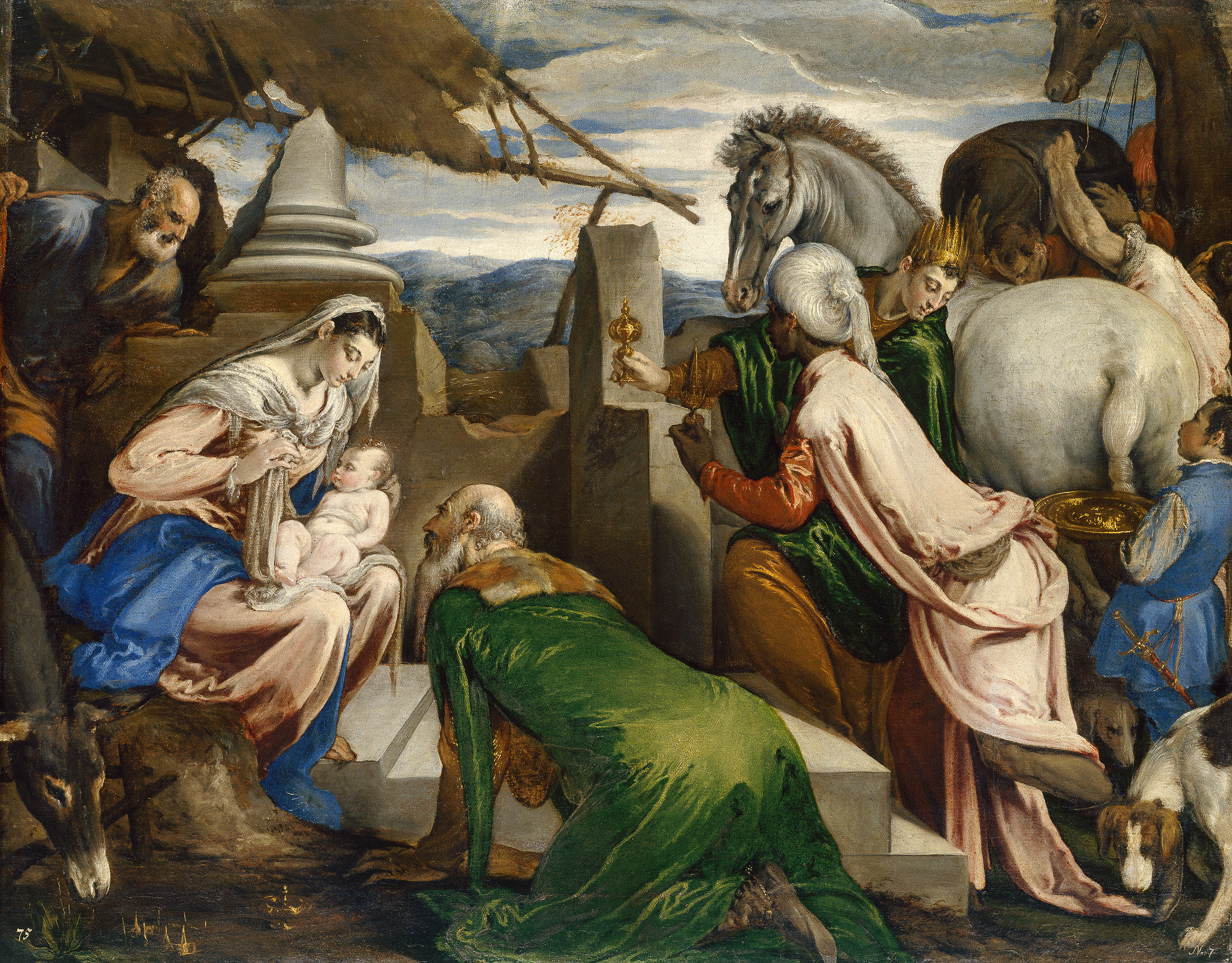
Anbetung der Könige (um 1563/1564)
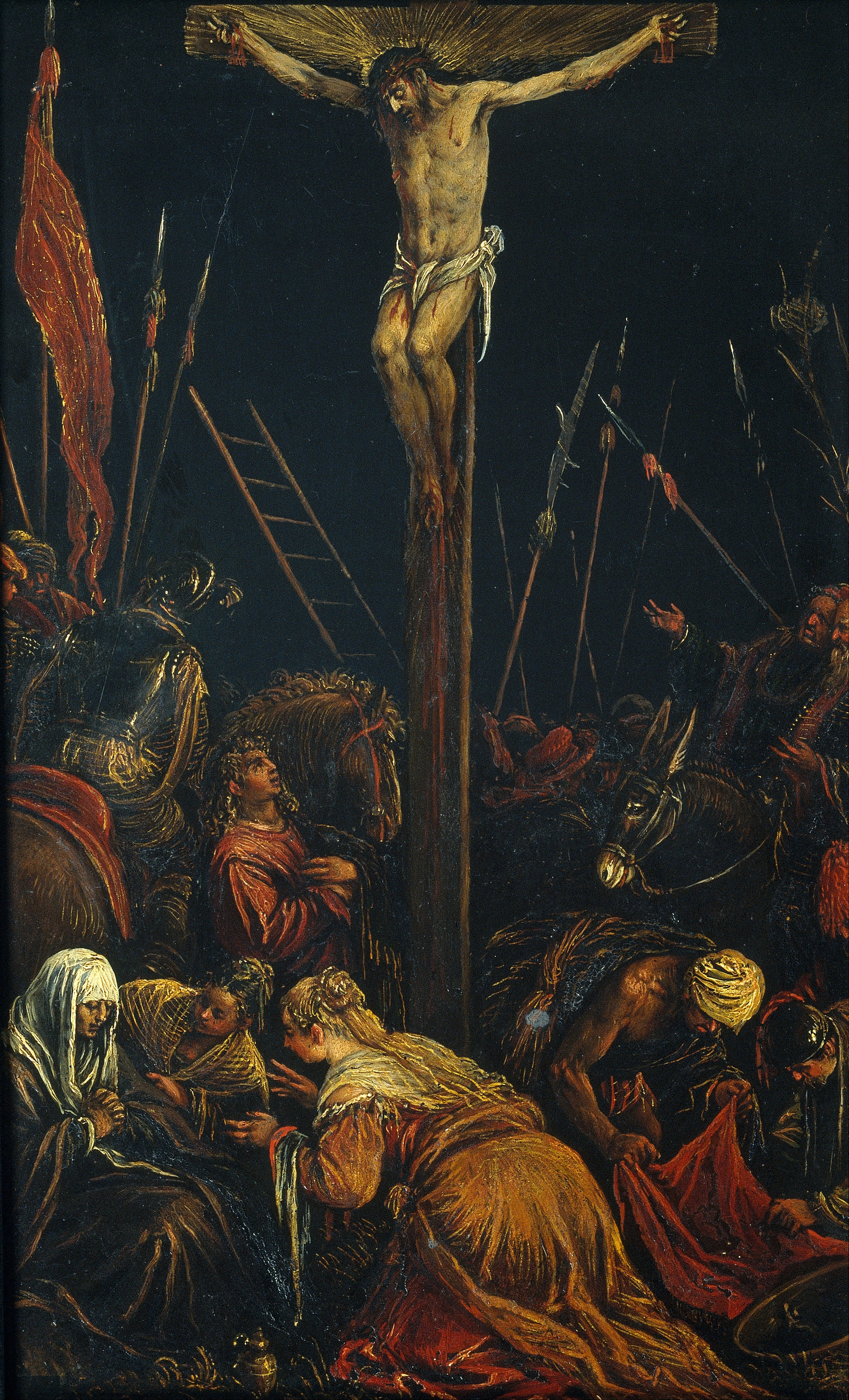
Kreuzigung (um 1575), MNAC, Barcelona
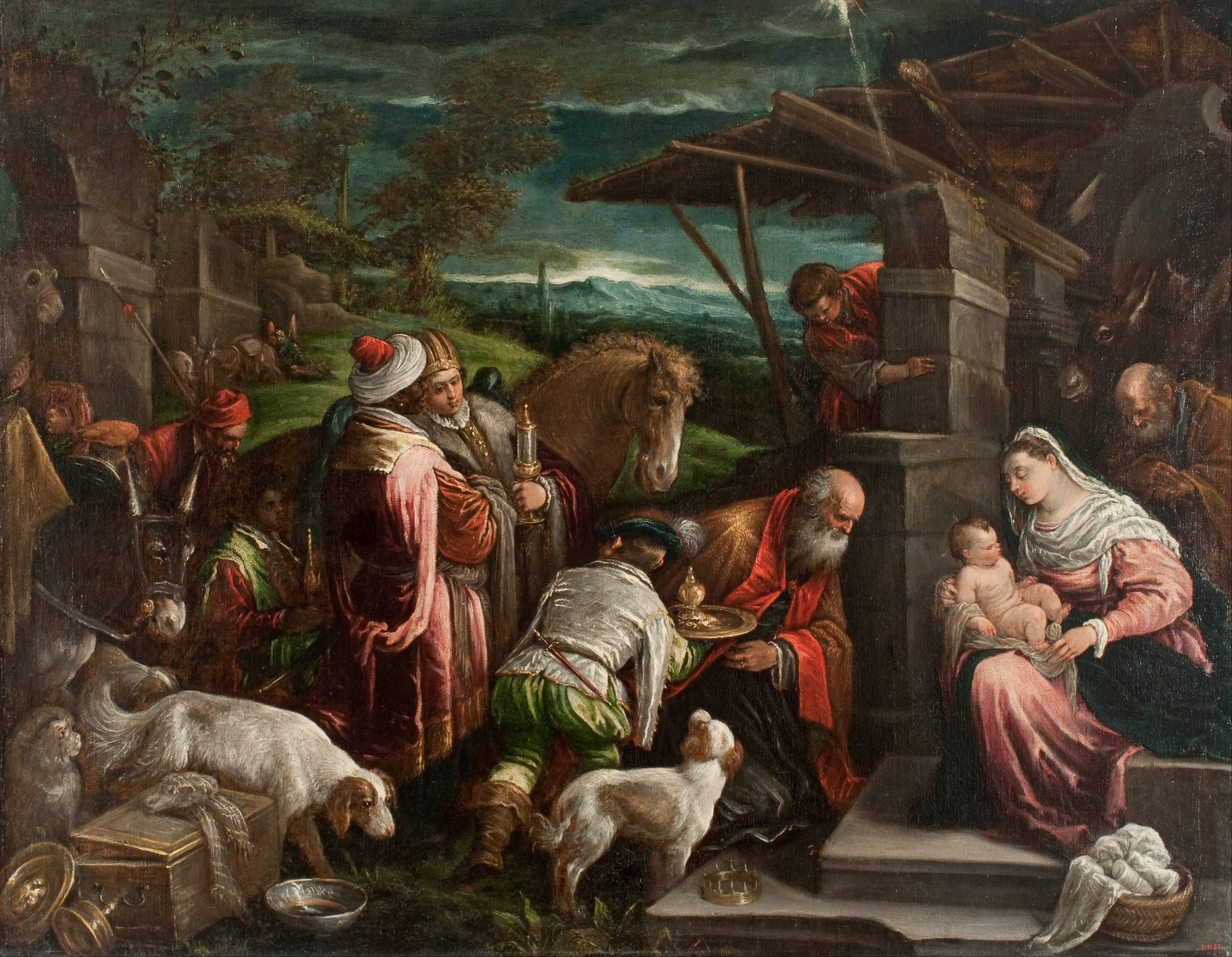
Anbetung der Könige (1575–1580), Barcelona, MNAC
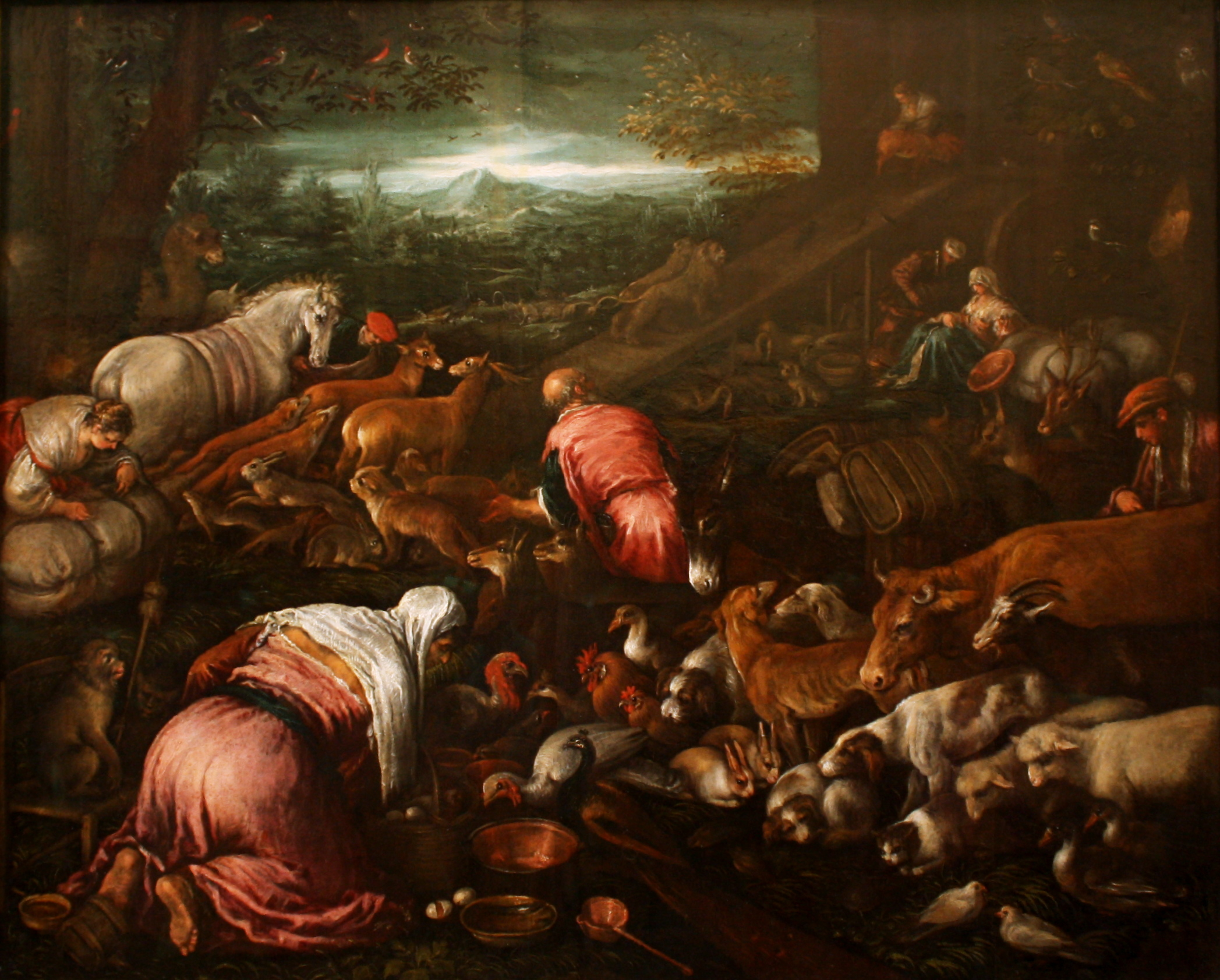
Bassano-Werkstatt: Arche Noah (nach 1579), Paris, Louvre
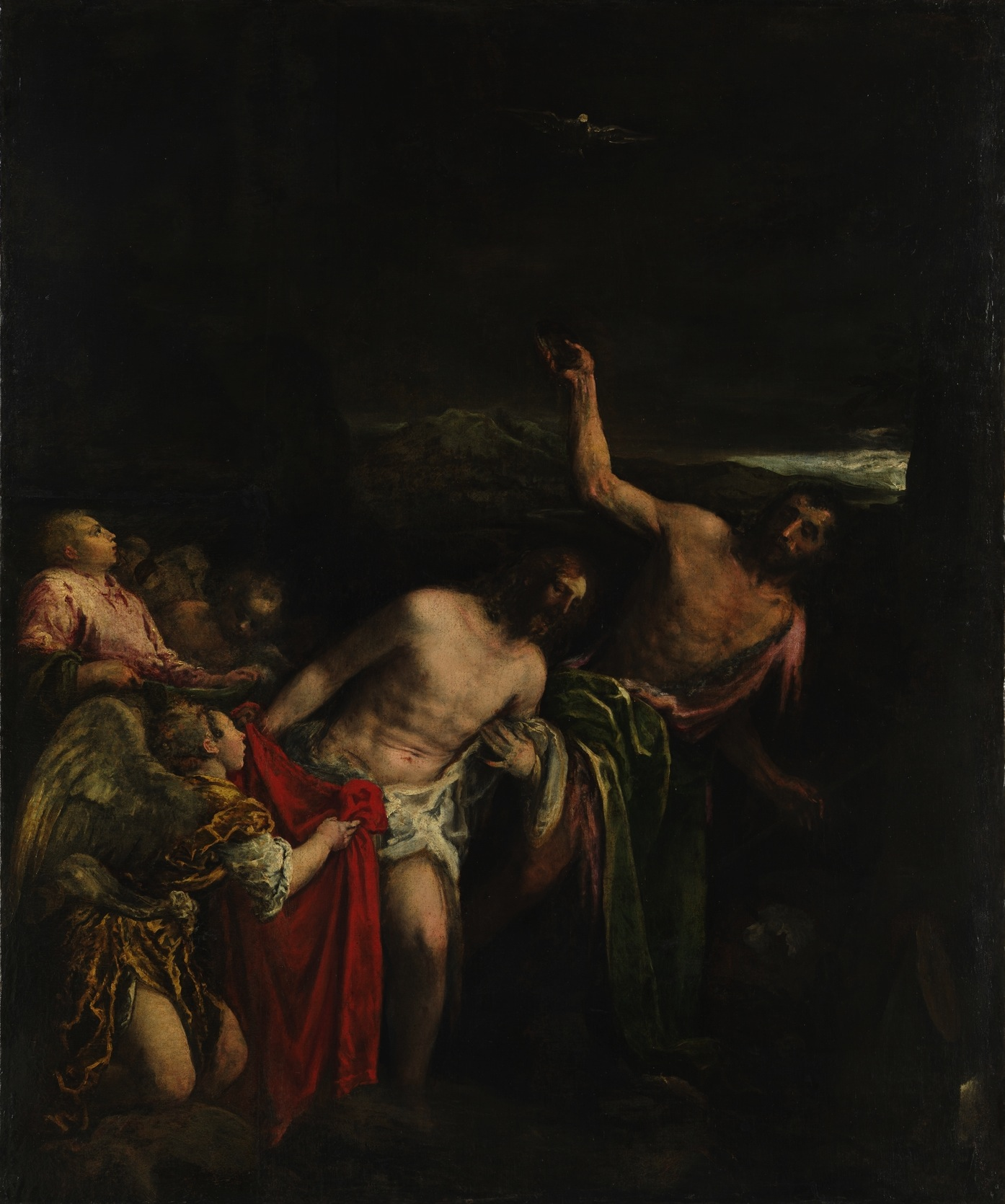
Taufe Christi im Jordan (1592) Met, New York